# Gandža
Gandža (azerbajdžansko Gəncə izgovarjava [ɟænˈdʒæ]; armensko Գանձակ, latinizirano: Gandzak; perzijsko گنجه, latinizirano: Gandžeh) je tretje največje mesto Azerbajdžana, s približno 335.600 prebivalci. Mesto je bilo ves čas svojega obstoja zgodovinsko in kulturno središče. Do leta 1804 je bilo glavno mesto kanata Gandža; potem ko ga je Kadžarski Iran po Gulistanski pogodbi iz leta 1813 prepustil Ruskemu imperiju, je zaporedoma postal del upravnih enot Gruzijskega guvernorata, Gubernije Gruzije-Imeretia, Gubernije Tiflis in Elisabethpol. Po razpadu Ruskega imperija in Zakavkaške demokratične federativne republike je postal del Azerbajdžanske demokratične republike, Azerbajdžanske SSR Sovjetske zveze in od leta 1991 Republike Azerbajdžan.

## Etimologija
Čeprav nekateri viri iz srednjeveškega islamskega časa pripisujejo gradnjo mesta muslimanskemu arabskemu vladarju po imenu Muhammad ibn Khalid al-Shaybani, sodobni zgodovinarji menijo, da dejstvo, da ime Gandža izvira iz novoperzijskega ganj ('zaklad') in je v Arabskih virih ime zapisano kot Janza (iz srednjeperzijskega ganza) nakazuje, da je mesto obstajalo v predislamskih časih in je bilo verjetno ustanovljeno v 5. stoletju. Po nekaterih virih je menjal lastnika med Perzijci, Hazari in Arabci celo v 7. stoletju. Območje, v katerem je Gandža, je bilo od 9. do 12. stoletja znano kot Arran; njegovo mestno prebivalstvo je govorilo predvsem v perzijščini.
Mesto je bilo v času Ruskega imperija preimenovano v Elisabethpol (rusko Елизаветпо́ль, tr. Yelizavetpól', IPA: [jɪlʲɪzəvʲɪtˈpolʲ]). Po vključitvi v Sovjetsko zvezo je bilo njegovo ime leta 1935 ponovno spremenjeno v Kirovabad (rusko Кироваба́д, tr. Kirovabád, IPA: [kʲɪrəvɐˈbat]) in to ime obdržalo skozi večino preostalega sovjetskega obdobja. Leta 1989, med perestrojko, je mesto ponovno dobilo prvotno ime Gandža (azerbajdžansko Gəncə), ki je v armenščini in perzijščini znano kot Gandzak (Գանձակ) in Ganjeh (گنجه).

## Zgodovina

### Fevdalna doba
Po srednjeveških arabskih virih je mesto Gandža ustanovil v letih 859–60 Muhamad ibn Khalid ibn Yazid ibn Mazyad, arabski guverner regije v času vladavine kalifa al-Mutavakila, in tako imenovani zaradi odkritega zaklada tam. Po legendi je imel arabski guverner sanje, v katerih mu je glas povedal, da je pod enim od treh hribov okoli območja, kjer je taboril, skrit zaklad. Glas mu je rekel, naj ga odkoplje in uporabi denar za ustanovitev mesta. To je storil in obvestil kalifa o denarju in mestu. Kalif je Mohameda postavil za dednega guvernerja mesta pod pogojem, da bo denar, ki ga je našel, dal kalifu.[12]
Ustanovitev mesta s strani Arabcev potrjuje srednjeveški armenski zgodovinar Mojzes Kagankatvaci, ki omenja, da je mesto Gandža v letih 846–47 v kantonu Aršakašen ustanovil sin Hazr Patgosa, »besnega in neusmiljenega človeka«.[ 13]
Zgodovinsko pomembno mesto na južnem Kavkazu, Gandža je bila del Sasanidskega cesarstva, Velikega Seldžuškega cesarstva, Kraljevine Gruzije, Atabegov Azerbajdžana, Hvarezmskega cesarstva, Ilkanata, Timuridov, Kara Kojunluja, Ak Kojunluja, Safavidskega imperija, Afšaridov, Zandjcev in Kadžarskega cesarstva v Perziji/Iranu. Pred iransko vladavino Zandijcev in Kadžarov, po smrti Nader šaha, so mu nekaj desetletij lokalno vladali kani/vojvode kanata Gandža, ki so bili sami podrejeni osrednji vladavini v celinskem Iranu in so bili veja iranske družine Kadžar. Gandža je tudi rojstni kraj slavnega perzijskega pesnika Nizamija Gandžavija.
Prebivalci Gandže so doživeli začasen kulturni upad po potresu leta 1139, ko je mesto zavzel gruzijski kralj Demetrij I. in mestna vrata vzel kot trofejo, ki jih še vedno hranijo v Gruziji, in ponovno po mongolskem vpadu leta 1231. Mesto je oživel po prihodu Safavidov na oblast leta 1501, ki so vključili ves Azerbajdžan in širše v svoja ozemlja. Mesto je bilo med dolgotrajnimi osmansko-perzijskimi vojnami med 1578–1606 in 1723–1735 na kratko zasedeno s strani Osmanov, a je kljub temu ostalo pod občasno iransko oblastjo od zgodnjega 16. stoletja do konca 19. stoletja, ko je bilo odstopil sosednji cesarski Rusiji.

### 16.–19. Stoletje in iranski odstop Rusiji
Za kratko obdobje je šah Abas po vojni proti Osmanom Gandžo preimenoval v Abbasabad. Zgradil je novo mesto 8 kilometrov jugozahodno od starega, vendar se je ime s tem časom spremenilo nazaj v Gandža. Med vladavino Safavidov je bilo glavno mesto province Karabah. Leta 1747 je Gandža postala središče kanata Gandža za nekaj desetletij po smrti Nader šaha, vse do prihoda iranskih dinastij Zand in Kadžar. Kani/vojvode, ki so de facto vladali kanatu, so bili podrejeni osrednji oblasti v celinskem Iranu in so bili iz veje iranske družine Kadžar.
Od poznega 18. stoletja je Rusija začela aktivno povečevati svoje posege na iransko in turško ozemlje na jugu. Po priključitvi vzhodne Gruzije leta 1801 je Rusija zdaj želela osvojiti preostale iranske posesti na Kavkazu. Ruska ekspanzija na južni Kavkaz je naletela na posebno močno nasprotovanje v Gandži. Leta 1804 so Rusi pod vodstvom generala Pavla Cicjanova napadli Gandžo in jo oplenili, kar je sprožilo rusko-perzijsko vojno 1804–1813. Nekateri zahodni viri trdijo, da je »zavzetju mesta sledil poboj do 3000 prebivalcev Gandže s strani Rusov«. Trdijo tudi, da jih je bilo »500 zaklanih v mošeji, kamor so se zatekli, potem ko je Armenec povedal ruskim vojakom, da so bili med njimi morda "dagestanski roparji"«.
Vojaško boljši so Rusi z zmago končali rusko-perzijsko vojno 1804–1813. Z Gulistansko pogodbo, ki je sledila, je bil Iran prisiljen prepustiti Rusiji kanat Gandža. Irancem je med ofenzivo leta 1826 med rusko-perzijsko vojno 1826–1828 za kratek čas uspelo izgnati Ruse iz Gandže, vendar je posledična Turkmenčajska pogodba dokončno opredelila njegovo vključitev v Rusko cesarstvo. Preimenoval se je v Elisabethpol (rusko Елизаветполь) po ženi ruskega Aleksandra I. Elizabeti in leta 1868 postal glavno mesto province Elisabethpol. Elizavetpol je bil pred letom 1868 okraj Tiflisske gubernije. Ruskega imena niso sprejeli Azerbajdžanci, ki so mesto še naprej imenovali Gandža.

### 20. stoletje
Elizebethpol (Gandža) je bilo eno glavnih prizorišč armensko-tatarskih pobojev v letih 1905–07. Leta 1918 je Gandža postalo začasna prestolnica Azerbajdžanske demokratične republike, nato pa se je ponovno preimenovalo v Gandža, dokler Baku ni bil ponovno prevzet izpod Britansko podprte Centrokaspijske diktature. Aprila 1920 je Rdeča armada zasedla Azerbajdžan. Maja 1920 je bila Gandža prizorišče neuspešnega protisovjetskega upora, med katerim je bilo mesto močno poškodovano zaradi spopadov med uporniki in Rdečo armado. Leta 1935 je Josif Stalin mesto preimenoval v Kirovabad po Sergeju Kirovu. Leta 1991 je Azerbajdžan ponovno vzpostavil svojo neodvisnost in mesto je dobilo starodavno ime. V mestu je dolga leta delovala 104. gardijska letalska divizija sovjetskih zračnodesantnih čet.
Novembra 1988 je pogrom v Kirovabadu prisilil lokalno armensko prebivalstvo, da je zapustilo mesto.

### 21. stoletje
Rekonstrukcija v 21. stoletju je privedla do dramatičnih sprememb v mestnem razvoju mesta, s čimer je staro sovjetsko mesto spremenilo v središče visokih, večnamenskih stavb.
Leta 2008 so bila zgrajena vrata mavzoleja Gandža na podlagi skic starodavnih vrat Gandža, ki jih je izdelal lokalni mojster Ibrahim Osmanoğlu leta 1063.
Leta 2020 so med konfliktom v Gorskem Karabahu Gandžo večkrat bombardirale armenske oborožene sile, pri čemer je bilo ubitih 32 civilistov in na desetine ranjenih. 11. oktobra je bil v armenskem raketnem napadu čez noč uničen stanovanjski blok, pri čemer je bilo ubitih 10 civilistov in ranjenih 34 drugih. Armensko MO je zanikalo, da bi to prišlo z njenega ozemlja,[40] medtem ko je Arsak navedel, da so armenske sile ciljale in uničile vojaško letalsko oporišče Gandža na mednarodnem letališču Gandža, za katero so domnevale, da je bilo uporabljeno za bombardiranje glavnega mesta Arcaha Stepanakerta in navedel tudi, da je azerbajdžansko prebivalstvo prejelo opozorilo, naj se odmaknejo od vojaških objektov, da bi se izognili stranski škodi. Nato sta tako dopisnik ruskega medija, ki je poročal s kraja dogodka, kot direktor letališča zanikala, da je bilo letališče, ki zaradi pandemije COVID-19 ne obratuje od marca, obstreljeno. 17. oktobra je bilo ubitih 21 civilistov in več kot 50 ranjenih, ko je armenska balistična raketa SCUD B zadela stanovanjsko območje v Gandži.

## Geografija
Gandža, ki leži na nadmorski višini 400–450 metrov, je na ravnici Gandža-Daškasan v nižini Kur-Araz na zahodu Azerbajdžana, 375 km stran od [[Baku]gja. je tudi na severovzhodnem vznožju gorskih verig Malega Kavkaza ob reki Gandžačaj.
Mesto meji na upravne regije Gojgol na jugu, zahodu in severozahodu ter Samuh na severovzhodu.
Gandža ima hladno polsušno podnebje (Köppnova podnebna klasifikacija: BSk).

### Upravna delitev
Danes je Gandža razdeljena na 2 rajona (upravna okrožja). Župan, trenutno Niyazi Bayramov, pooseblja izvršilno oblast mesta. Gandža vključuje 6 upravnih naselij in sicer: Hajikend, Javadhan, Šišzamanli, Natavan, Mahsati in Sadili.
Okrožje Kapaz (Kəpəz rayonu) je bilo ustanovljeno 21. novembra 1980 po sklepu Vrhovnega sovjeta Azerbajdžanske SSR. Okrožje sestavljata 2 upravni teritorialni enoti in 6 upravnih naselij. Ima površino približno 70 kvadratnih kilometrov s 178.000 prebivalci.
Okrožje Nizami (Nizami rayonu) je bilo ustanovljeno tudi 21. novembra 1980 po sklepu Vrhovnega sovjeta Azerbajdžanske SSR kot okraj Gandža v mestu Kirovabad. Ko je bilo Gandža obnovljeno zgodovinsko ime in je bilo mesto preimenovano v Gandža namesto v Kirovabad leta 1989, je bilo tudi okrožje preimenovano v okrožje Nizami. Okrožje sestavljata 2 upravni teritorialni enoti. Območje okrožja je približno 39 kvadratnih kilometrov in prebivalcev je 148.000.

## Demografija
Gandža je tretje največje mesto v Azerbajdžanu za Bakujem in Sumqayitom s približno 335.600 prebivalci. V mestu živi tudi veliko število azerbajdžanskih beguncev iz Armenije in notranje razseljenih oseb iz azerbajdžanske skupnosti Gorskega Karabaha in okolice. Njihovo število je bilo ocenjeno na več kot 33.000 v letu 2011.
Lezgi v Gandži štejejo okoli 20.000.
Po podatkih Državnega odbora za statistiko je leta 2018 prebivalstvo mesta zabeležilo 332.600 oseb, kar se je povečalo za 31.900 oseb (približno 10,6 odstotka) s 300.700 oseb v letu 2000. 162.300 celotnega prebivalstva je moških, 170.300 žensk. Več kot 26 % prebivalstva (približno 86.500 oseb) sestavljajo mladi in mladostniki, stari od 14 do 29 let.

## Izobraževanje
V mestu imajo sedež naslednje višje- in visokošolske ustanove:
- Državna univerza v Gandži
- Državna agrokulturna akademija Azerbajdžana
- Tehniška univerza Azerbajdžana
- Pedagoški inštitut Azerbajdžana (enota Gandža)

## Gospodarstvo
Gospodarstvo Gandže je deloma kmetijsko, delno turistično, z nekaterimi drugimi panogami. Rudni minerali, pridobljeni iz bližnjih rudnikov, oskrbujejo metalurško industrijo Gandže, ki proizvaja baker in aluminijev oksid. Obstajajo industrije porcelana, svile in obutve. Druge industrije predelujejo hrano, grozdje in bombaž z okoliških kmetijskih površin.
Mesto ima enega največjih tekstilnih konglomeratov v Azerbajdžanu in slovi po tkanini z imenom Gandža svila, ki je prejela najvišje ocene na trgih sosednjih držav in Bližnjega vzhoda.
Ljudje so večinoma zaposleni v proizvodnji, izobraževanju, prometu, storitvenih dejavnostih in gostinstvu. Det.Al-Aluminium je največji delodajalec, ki deluje v Gandži, sledita Ganja Auto Plant in Ganja Winery Plant 2.
Gandža je ena izmed znanih turističnih destinacij v Azerbajdžanu s svojimi zgodovinskimi zgradbami, kot so Nizami mavzolej, starodavna vrata, mošeja Juma, Imamzadeh, grobnica Javada kana, Čokak hamam, šaha Abbasa karavanseraj in Ugurlu karavanseraj.
Druge turistične in zabavne točke so ulico Javad kan, slavolok v bližini centra Hejdar Alijev, Hiša steklenic, Trg zastave, letoviško območje Hajikend. Narodni park Gojgol s pokrajinami jezera Gojgol, jezera Maralgol, gore Kapaz in gore Murov so v bližini Gandže.
Leta 2016 je bila Gandža s končno odločitvijo mednarodne žirije na Generalni skupščini Evropskega mladinskega foruma izbrana za Evropsko prestolnico mladih.

## Pobratena mesta
Gandža je pobratena z:
- Derbent, Rusija
- Kars, Turčija (2001)
- Kutaisi, Gruzija (1996)
- Moskva, Rusija
- Newark, New Jersey, ZDA (2004)
- regija Olomouc, Češka (2012)
- Ordu, Turčija
- Tabriz, Iran (2015)